# Jerzy Gruchalski
Jerzy Bogusław Gruchalski (ur. 20 grudnia 1936 w Warszawie, zm. 25 lipca 1996 tamże) – polski polityk, poseł na Sejm PRL IX kadencji.

## Życiorys
Uzyskał tytuł zawodowy magistra prawa na Uniwersytecie Warszawskim, kształcił się również w Studium Planowania Przestrzennego przy Wydziale Architektury Politechniki Warszawskiej. Od 1954 zatrudniony w Zarządzie Rozbudowy Miasta, następnie w spółdzielczości mieszkaniowej. Od 1981 pełnił obowiązki podsekretarza stanu w Urzędzie Gospodarki Materiałowej. 
Od 1965 działacz Stronnictwa Demokratycznego, pełnił wysokie i odpowiedzialne funkcje partyjne, m.in. przewodniczącego Stołecznego Komitetu SD oraz członka prezydium Centralnego Komitetu i jego sekretarza. W latach 1985–1989 pełnił mandat posła na Sejm PRL IX kadencji jako przedstawiciel okręgu Warszawa Śródmieście. Zasiadał w Komisji Planu Gospodarczego, Budżetu i Finansów, Komisji Nadzwyczajnej do rozpatrzenia projektów ustaw związanych z realizacją drugiego etapu reformy gospodarczej oraz w Komisji Nadzwyczajnej do kontroli wdrażania programu realizacyjnego drugiego etapu reformy gospodarczej. Uczestniczył w obradach Okrągłego Stołu w zespole do spraw gospodarki i polityki społecznej.
Odznaczony m.in. Krzyżem Komandorskim Orderu Odrodzenia Polski. Pochowany na wojskowym cmentarzu na Powązkach.
Jego dzieci z pierwszego małżeństwa to Jolanta i Jacek, a z drugiego małżeństwa syn Grzegorz – były członek zarządu SLD i szef młodzieżówki tej partii, następnie m.in. współzałożyciel partii Biało-Czerwoni i stowarzyszenia Inicjatywa Polska.